# Trădarea
Aleasa este al treilea roman din seria Casa Nopții scrisă de P.C. Cast și Kristin Cast. Cartea a fost tradusă și publicată pentru prima dată în România de editura Litera.
Tocmai când Zoey reușise să-și găsească locul în Casa Nopții, moartea lovește printre cei mai apropiați. Concomitent în afară o serie de crime și dispariții conduc poliția către școala vampirilor.

## Rezumat
Zoey așteaptǎ în sala de mese începutul vizitei lunare a pǎrinților. Înainte să-și gǎseascǎ pǎrinții se întâlnește cu mama lui Stevie Rae, care o întâmpinǎ cu afecțiune. Proprii ei pǎrinți o întâmpinǎ cu rǎcealǎ și John pornește o disputǎ religioasǎ cu Neferet, care sfârșește prin a-l alunga din școală. Singura consolare este prezența bunicii ei care o consoleazǎ pentru tratamentul pǎrinților ei. Dupǎ plecarea acesteia, Zoey pǎrǎsește sala de mese. În curte aude o discuție între Afrodita și pǎrinții ei, care o abuzau verbal pentru lipsa de rezultate. Ulterior, aude o discuție tăioasă între Neferet și Afrodita, care-i prezintă o cu totul altă față a mentorului ei. Când, la prânz, Neferet o invită pe Zoey să mănânce cu ea, aceasta este nesigură. Inițial interesată de proiectele lui Zoey pentru Fiicele Întunecate, aceasta o informează că Nyx i-a retras darul clarviziunii Afroditei, și că aceasta s-ar putea preface pentru a-i face probleme lui Zoey.

Prima ediție în limba română

Ulterior, pe când se uita la TV cu prietenii ei, Zoey află de moartea unui fotbalist din liceu. Speriată și nesigură, aceasta pleacă să se plimbe afară și dă peste Afrodita, care plângea. Hotărâtă să o evite, Zoey dă să plece, dar Afrodita îi spune că tocmai avusese o viziune cu bunica ei, care murea. Afrodita îi cere o favoare în schimbul detaliilor din viziune și Zoey e constrânsă să accepte. Aceasta află că podul din Tulsa se va surpa și bunica ei va fi prinsă în ambuteiaj. După ce o sună pe bunica ei, aceasta contactează presa ca să anunțe o bombă pe pod, care este închis și liber atunci când se prăbușește. Dându-și seama că Afrodita mai primea viziuni, Zoey începe să nu mai aibă încredere în Neferet.
Zoey începe să o suspecteze pe Neferet de seria de crime când o aude discutând despre ele cu inițiații care muriseră în timpul transformării într-un vis. Meanwhile, Zoey must make decisions regarding her love life, as she is drawn to her ex-boyfriend Heath due to heavy bloodlust, maintains a relationship with fledgling peer Erik Night and captures the interest of Poet Laureate and school teacher Loren Blake.
Zoey reorganizes the Dark Daughters, now that she is in charge of them, but Neferet takes credit for most of her new ideas at the first new Dark Daughters ritual. Shortly after the ritual, her best friend Stevie Rae rejects the Change and dies. As Zoey grieves over Stevie Rae, she learns that Heath too has disappeared, following the two other murders. Using the knowledge of her Imprint, a connection formed when vampyres consume a person's blood, she is able to locate him and takes off to retrieve him.
Zoey află că Heath este prizonierul inițiaților roșii și-l eliberează cu ajutorul afinităților ei pentru elemente. Printre altele își dă seama că Neferet i-a trezit, inclusiv pe Stevie Rae. Fuge cu Heath, jurând să se întoarcă după ea. La școală, Neferet încearcă să-i șteargă amintirile, dar elementele o împiedică, și începe să facă un plan prin care să-și salveze cea mai bună prietenă.

## Personaje
| - Zoey Redbird - Nyx - Erik Night - Stevie Rae - Neferet - Heath Luck | - Afrodita - Sylvia Redbird - bunica lui Zoey - Loren Blake - Erin Bates - Shaunee Cole - Damien Maslin |

## Recepție
Cartea a fost bine primită de public, cu un scor de 3,96/5 pe Goodreads, pe baza a 45.856 punctaje.